# ساندرا كير
ساندرا كير (بالإنجليزية: Sandra Kerr) هي مغنية بريطانية، ولدت في 14 فبراير 1942.

## وصلات خارجية
- ساندرا كير على موقع IMDb (الإنجليزية)
- ساندرا كير على موقع ميوزك برينز (الإنجليزية)
- ساندرا كير على موقع ديسكوغز (الإنجليزية)
- ساندرا كير على موقع قاعدة بيانات الفيلم (الإنجليزية)